# Tabebuia buchii
Tabebuia buchii là một loài thực vật có hoa trong họ Chùm ớt. Loài này được (Urb.) Britton miêu tả khoa học đầu tiên năm 1915.